# 5G-Core
5G-Core, abgekürzt 5GC, ist Teil der fünften Generation der Mobilfunktechnologie (5G) und bildet die zentrale Steuerungseinheit und Datenvermittlungsstelle. 5G-Core ist verantwortlich für die Verwaltung und Steuerung des gesamten Netzwerks sowie die Bereitstellung verschiedener Dienste und Funktionen für Endnutzer.

## Architektur und Funktionen
5G-Core unterscheidet sich von seinen Vorgängern, den Evolved Packet Core (EPC)-Netzwerken im Rahmen von LTE-Advanced und der 4G-Technologie, durch seine servicebasierte Architektur (englisch Service-Based Architecture, SBA). Diese servicebasierte Architektur von 5G setzt auf lose gekoppelte Netzwerkfunktionen, die als Mikrodienste (Microservices) implementiert werden und unabhängig voneinander entwickelt, bereitgestellt und aktualisiert werden, was die Agilität und Flexibilität des Netzwerks erhöht. Jeder Dienst kommuniziert über standardisierte Schnittstellen, meist basierend auf HTTP/2 und RESTful API, mit anderen Diensten im Netzwerk.

### Wichtige Netzwerkfunktionen
Zu den zentralen Funktionen gehören:
- Access and Mobility Management Function (AMF): Zuständig für die Verwaltung der Verbindungen und Mobilität der Endgeräte.
- Session Management Function (SMF): Verantwortlich für das Sitzungsmanagement und die Verwaltung der IP-Adressen.
- User Plane Function (UPF): Vermittelt den eigentlichen Datenverkehr zwischen Endgeräten und externen Datenquellen.
- Policy Control Function (PCF): Kontrolliert und verwaltet Richtlinien für die Dienstqualität und Ressourcenzuteilung.
- Network Slice Selection Function (NSSF): Unterstützt die Auswahl und Verwaltung von Netzwerkslices, die spezifische Dienste und Anwendungen bedienen.

### Netzwerkslicing
Eine Innovation von 5G-Core ist das Konzept des Netzwerkslicings. Dabei wird das physische Netzwerk in mehrere virtuelle Netzwerke unterteilt, die jeweils für bestimmte Anwendungsfälle oder Dienste optimiert sind. Dies ermöglicht es, verschiedene Anforderungen bezüglich Latenz, Bandbreite und Zuverlässigkeit parallel in einem einzigen physischen Netzwerk zu bedienen.

## Sicherheitsaspekte
5G-Core bringt erweiterte Sicherheitsfunktionen mit sich. Neben den traditionellen Sicherheitsmaßnahmen, wie Verschlüsselung und Authentifizierung, beinhaltet es Mechanismen zur Bedrohungserkennung und -abwehr in Echtzeit. Durch die Nutzung von Sicherheitsprotokollen und -standards, wie Transport Layer Security (TLS) und IPsec, wird die Integrität und Vertraulichkeit der übertragenen Daten gewährleistet.

## Implementierung und Betrieb
Die Implementierung erfolgt in der Regel durch eine Kombination von softwaredefinierten Netzwerken (SDN) und Netzwerkfunktionsvirtualisierung (NFV). Diese Technologien ermöglichen eine flexible und effiziente Bereitstellung der Netzwerkfunktionen auf standardisierter Hardware. Betreiber können dadurch schnell auf wechselnde Anforderungen reagieren und neue Dienste einführen.

## Vorteile und Anwendungen
5G-Core bietet zahlreiche Vorteile, darunter eine erhöhte Netzwerkgeschwindigkeit, geringere Latenzzeiten und die Unterstützung einer hohen Anzahl gleichzeitig verbundener Geräte. Dies macht es ideal für eine Vielzahl von Anwendungsfällen, von Internet der Dinge (IoT)-Anwendungen über autonomes Fahren bis hin zu Augmented und Virtual Reality.